# GI Geldinstitute
Die Zeitschrift GI Geldinstitute (Eigenschreibweise gi GELDINSTITUTE) war eine zweimonatlich erscheinende Fachpublikation, die über IT, Organisation und Kommunikation im Banken- bzw. Kreditsektor berichtete.
Der Anspruch des Magazins war es, die Probleme von IT-Entscheidern in Geldinstituten aufzugreifen, Lösungen anzubieten und damit als „Brücke vom Hersteller zum Anwender“ zu dienen. Sachlich wurde dies umgesetzt mit Reportagen, Interviews und Fallbeispielen sowie mit Analysen und Meinungen. Inhaltlich ging es u. a. um Bank-IT sowie um Systeme und Mittel für die moderne Planung, Einrichtung und Organisation von Geldinstituten.
Bis zum vierten Quartal 2013 gehörte das Magazin zum Portfolio der in Bad Wörishofen ansässigen Verlagsgruppe Holzmann Medien. Es wurde gemeinsam mit dem Schwestermagazin VB Versicherungsbetriebe an den in München ansässigen Fachverlag AV-News verkauft.
Der redaktionelle Betrieb wurde zum 30. Juni 2023 eingestellt.
| 1998 | 1999 | 2000 | 2001  | 2002 | 2003 | 2004 | 2005 | 2006 | 2007 | 2008 | 2009 | 2010 | 2011 | 2012 | 2013 | 2014 | 2015 | 2016 | 2017 | 2018 | 2019 | 2020 | 2021 | 2022 | 2023 | 2024 |
| ---- | ---- | ---- | ----- | ---- | ---- | ---- | ---- | ---- | ---- | ---- | ---- | ---- | ---- | ---- | ---- | ---- | ---- | ---- | ---- | ---- | ---- | ---- | ---- | ---- | ---- | ---- |
| 7666 | 7674 | 9870 | 10204 | 7852 | 5590 | 5682 | 5869 | 5463 | 5867 | 5772 | 5730 | 5669 | 5635 | 5752 | 5581 | 5676 | 5693 | 5557 | 5782 | 5767 | 5720 | 5213 | 6002 | 6001 |      |      |